# 上望街道
上望街道是中华人民共和国浙江省温州市瑞安市下辖的一个街道办事处。

## 行政区划
上望街道下辖以下村级行政区划单位：
黎明村、九一村、九二村、九三村、东安村、林西村、林东村、雅儒村、蔡宅村、新桥头村、街路头村、北隅村、薛前村、薛后村、东沿村、横塘头村、永光村和望新村。